# Đặng Việt Bảo
Đặng Việt Bảo (sinh ngày 29 tháng 5 năm 1957) là một diễn viên, đạo diễn điện ảnh người Việt Nam. Ông bắt đầu nổi tiếng với vai diễn trong những bộ phim như Tội lỗi cuối cùng, Bao giờ cho đến tháng Mười và Anh và em. Về sau, ông tiếp tục thành công trong vai trò đạo diễn với nhiều bộ phim gây tiếng vang như Chuyện làng Nhô, Ảo ảnh trắng, Thứ ba học trò và Gió nghịch mùa. Ông được nhà nước Việt Nam phong tặng danh hiệu Nghệ sĩ ưu tú.

## Cuộc đời
Đặng Việt Bảo tên đầy đủ là Đặng Lưu Việt Bảo, sinh ngày 29 tháng 5 năm 1957 tại huyện Thanh Trì, Hà Nội. Ông bắt đầu theo học lớp diễn viên điện ảnh khóa 2 của trường Điện ảnh Việt Nam vào năm 1973 và tốt nghiệp vào năm 1977. Vai diễn đầu tiên của ông là vai người công an trong bộ phim Cô gái và anh lái xe của đạo diễn Nông Ích Đạt. Ông gắn liền với những vai công an, bộ đội trong một thời gian khá dài, từ quân nhân chống Pháp trong Những đứa con của đạo diễn Nguyễn Khánh Dư đến anh bộ đội chống Mỹ trong Rừng lạnh, rồi người lính thời bình trong Bãi biển đời người. Năm 1987, Đặng Việt Bảo sang Liên Xô để học đạo diễn tại VGIK. Ông đã học đạo diễn ở Nga suốt 10 năm.
Sau khi về nước vào năm 1996, ông bắt đầu làm việc ở Hãng phim truyện Việt Nam. Năm 2003, Việt Bảo chuyển từ Hà Nội vào sinh sống và làm việc ở Thành phố Hồ Chí Minh. Đến năm 2005, ông chính thức xin chuyển biên chế về Hãng phim Giải phóng. Kể từ năm 2016, ông giành toàn bộ thời gian cho việc giảng dạy các lớp đào tạo đạo diễn tại Trường Đại học Sân khấu – Điện ảnh Thành phố Hồ Chí Minh.

## Sự nghiệp
Năm 2004, bộ phim về người dân Tây Nguyên mang tên "Chim phí bay về cội nguồn" của ông đã chính thức ra mắt khán giả. Khi tham gia Liên hoan phim Việt Nam lần thứ 14, bộ phim đã được chiếu tại hội trường tỉnh và một số điểm chiếu khác trong thành phố Buôn Ma Thuột để phục vụ người dân tộc Êđê. Bộ phim cũng đã giành được Bông sen bạc tại liên hoan phim lần này.
Năm 2010, bộ phim "Mẹ chồng nàng dâu" của ông lên sóng truyền hình. Bộ phim đã mang về cho nữ ca sĩ Thanh Ngọc giải nữ diễn viên suất sắc tại Liên hoan phim truyền hình toàn quốc diễn ra vào tháng 12 cùng năm.

## Tác phẩm

### Vai trò diễn viên
| Năm  | Phim                       | Vai diễn              | Đạo diễn                                       | Nguồn         |
| ---- | -------------------------- | --------------------- | ---------------------------------------------- | ------------- |
| 1976 | Cô gái và anh lái xe       | Thiếu úy Mai          | Nông Ích Đạt                                   | [ 8 ]         |
| 1977 | Những đứa con              | Anh Hiếu              | Nghệ sĩ nhân dân Nguyễn Khánh Dư               | [ 9 ]         |
| 1978 | Tiếng gọi phía trước       | Đằng                  | Long Vân                                       |               |
| 1979 | Tội lỗi cuối cùng          | Công an giám thị Tuấn | Nghệ sĩ nhân dân Trần Phương                   | [ 10 ] [ 11 ] |
| 1980 | Ngày ấy bên sông Lam       | Thành                 | Nguyễn Ngọc Trung                              |               |
| 1981 | Nhịp sống hài hòa          | Lái xe Tuấn           | Danh Tấn                                       |               |
| 1982 | Rừng lạnh                  | Nẫm                   | Nghệ sĩ nhân dân Trần Phương                   |               |
| 1983 | Bãi biển đời người         | Khanh                 | Nghệ sĩ nhân dân Hải Ninh                      | [ 12 ]        |
| 1984 | Đêm miền yên tĩnh          | Lái xe Tân            | Nghệ sĩ nhân dân Trần Phương, Nguyễn Hữu Luyện |               |
| 1984 | Đàn chim trở về            | Sinh viên Linh        | Nghệ sĩ nhân dân Nguyễn Khánh Dư, Anh Thái     | [ 13 ] [ 14 ] |
| 1984 | Bao giờ cho đến tháng Mười | Nam                   | Nghệ sĩ nhân dân Đặng Nhật Minh                | [ 15 ] [ 16 ] |
| 1985 | Tọa độ chết                | Phong                 | Samvel Gasparov, Nguyễn Xuân Chân              | [ 17 ] [ 18 ] |
| 1985 | Tiếng bom hòa bình         | Khiệp                 | Nghệ sĩ ưu tú Lê Đức Tiến                      |               |
| 1986 | Anh và em                  | Hiền                  | Nghệ sĩ nhân dân Trần Vũ                       | [ 19 ]        |
| 1993 | Trái tim tự thú            | Đoàn                  | Đặng Việt Bảo                                  | [ 20 ]        |

### Phim điện ảnh
| Năm  | Tên phim                   | Biên kịch      | Ghi chú    | Nguồn         |
| ---- | -------------------------- | -------------- | ---------- | ------------- |
| 1993 | Trái tim tự thú            |                | Phim video | [ 20 ]        |
| 1993 | Bão lòng                   |                | Phim video | [ 21 ]        |
| 1993 | Em lại về với biển         |                | Phim video | [ 22 ]        |
| 1995 | Em không thể xa anh        | Đặng Việt Bảo  |            | [ 23 ]        |
| 2004 | Chim phí bay về cuội nguồn | Thảo Phương    | Phim video | [ 24 ] [ 25 ] |
| 2005 | Những đứa con của núi      | Đỗ Trọng Phụng | Phim video | [ 26 ]        |
| 2008 | Hồn thiêng xứ núi          |                |            | [ 27 ]        |

### Phim truyền hình
| Năm  | Tên phim            | Ghi chú                                                                                          | Tập | Kênh    | Nguồn         |
| ---- | ------------------- | ------------------------------------------------------------------------------------------------ | --- | ------- | ------------- |
| 1996 | Giấy quỳ            |                                                                                                  |     |         | [ 28 ]        |
| 1996 | Khoảng cách         | Dựa trên truyện ngắn "Nơi đất trời gặp gỡ" của Phan Thanh Khải. Phát sóng vào dịp Tết Nguyên Đán | 1   | VTV1    |               |
| 1996 | Ảo ảnh trắng        |                                                                                                  | 5   | VTV1    | [ 29 ]        |
| 1997 | Lối về              |                                                                                                  | 1   | HanoiTV | [ 30 ]        |
| 1998 | Hình bóng cuộc đời  |                                                                                                  | 2   | VTV3    | [ 31 ]        |
| 1998 | Duyên lạ            | Chuyển thể từ truyện ngắn cùng tên của Nguyễn Dậu.                                               | 2   |         | [ 32 ]        |
| 1998 | Chuyện làng Nhô     |                                                                                                  | 4   | VTV3    | [ 33 ] [ 34 ] |
| 1998 | Vòng xoáy cuộc đời  |                                                                                                  | 2   | HanoiTV |               |
| 1999 | Mãnh lực phố phường | Dựa trên truyện ngắn cùng tên của Lê Hoài Nam                                                    | 2   | VTV3    | [ 35 ]        |
| 2001 | Lộc xuân            |                                                                                                  | 1   | VTV3    | [ 30 ]        |
| 2003 | Đảo chắn sóng       | Phát sóng trong chương trình Điện ảnh chiều thứ bảy                                              | 2   | VTV3    | [ 36 ]        |
| 2006 | Truy đuổi           |                                                                                                  | 1   | VTV3    |               |
| 2007 | Ghen                | Bộ phim được chia làm 6 phần, Việt Bảo đạo diễn phần 1, 2                                        | 34  | HTV9    | [ 37 ] [ 38 ] |
| 2008 | Cỏ đuôi gà          |                                                                                                  | 60  | HTV9    | [ 39 ] [ 40 ] |
| 2009 | Gió nghịch mùa      |                                                                                                  | 40  | HTV7    | [ 41 ]        |
| 2009 | Ký ức mong manh     |                                                                                                  | 45  | HTV7    | [ 42 ]        |
| 2009 | Thứ ba học trò      | Tên cũ là Nhất quỷ nhì ma                                                                        | 33  | HTV9    | [ 43 ] [ 44 ] |
| 2010 | Vũ điệu tình yêu    |                                                                                                  | 30  | HTV7    | [ 45 ]        |
| 2010 | Thụy khúc           |                                                                                                  | 33  | HTV7    | [ 46 ]        |
| 2010 | Mẹ chồng nàng dâu   |                                                                                                  | 34  | THVL1   | [ 47 ]        |
| 2011 | Dòng đời nghiệt ngã |                                                                                                  | 30  | HTV9    | [ 48 ]        |
| 2011 | Chân tình           |                                                                                                  | 33  | THVL1   |               |
| 2011 | Quý ông thời đại    |                                                                                                  | 42  | SCTV14  | [ 49 ]        |
| 2011 | Lặng lẽ yêu em      |                                                                                                  | 35  | THVL1   | [ 50 ]        |
| 2011 | Không phải tôi      |                                                                                                  | 30  | HTV7    | [ 51 ]        |
| 2012 | Tình mẹ             |                                                                                                  | 33  | HTV9    | [ 52 ]        |
| 2012 | Ông xã vạn tuế      |                                                                                                  | 30  | THVL1   | [ 53 ]        |
| 2012 | Chuyện xứ dừa       |                                                                                                  | 30  | SCTV14  | [ 54 ] [ 55 ] |
| 2013 | Bướm đêm            |                                                                                                  | 1   | VTV1    | [ 56 ]        |
| 2014 | Điệp khúc tình      |                                                                                                  | 31  | HTV7    | [ 57 ] [ 58 ] |
| 2014 | Vòng vây hoa hồng   |                                                                                                  | 35  | HTV7    | [ 59 ]        |
| 2015 | Mặt nạ thiên thần   |                                                                                                  | 30  | HTV7    | [ 60 ] [ 61 ] |
| 2015 | Khi em đã lớn       |                                                                                                  | 30  | HTV7    | [ 62 ] [ 63 ] |
| 2015 | Quyền năng thầy bói |                                                                                                  | 1   | VTV1    | [ 64 ]        |

## Đời tư
Việt Bảo từng có một cuộc hôn nhân với người được ông gọi là "Vàng mười" và có hai người con. Con trai cả được sinh ra không lâu trước khi ông bắt đầu sang Liên Xô du học. Năm 2003, hai người con của ông đều theo mẹ sang định cư ở Mỹ, ông cũng chuyển từ Hà Nội vào Thành phố Hồ Chí Minh.

## Thành tựu

### Giải thưởng và đề cử
| Năm  | Lễ trao giải                           | Hạng mục                  | Tác phẩm                  | Kết quả      | Nguồn  |
| ---- | -------------------------------------- | ------------------------- | ------------------------- | ------------ | ------ |
| 2004 | Liên hoan phim Việt Nam lần thứ 14     | Phim truyện video         | Chim phí bay về Cội nguồn | Bông sen bạc | [ 67 ] |
| 2006 | Giải Cánh diều 2005                    | Phim truyền hình ngắn tập | Những đứa con của núi     | Đề cử        | [ 68 ] |
|      | Liên hoan phim Du lịch Thái Bình Dương | Phim hay nhất             | Hồn thiêng xứ núi         | Đoạt giải    |        |